# 雅洁小檗
雅洁小檗（学名：Berberis concinna）是小檗科小檗属的植物。分布在尼泊尔、锡金以及中国大陆的西藏等地，生长于海拔3,700米的地区，目前尚未由人工引种栽培。